# Bušovický potok
Bušovický potok uváděný také pod jménem Koutský potok je pravostranný přítok řeky Klabavy. Délka jeho toku je přibližně 6 km. Plocha povodí měří 6,0 km².

## Průběh toku
Pramení pod osadou Vitinka. Teče převážně západním až severozápadním směrem, protéká obcí Bušovice, podle které je pojmenován a pod obcí Chrást se vlévá do řeky Klabavy.